# Michael Bond
Thomas Michael Bond (Newbury, 13 gennaio 1926 – Londra, 27 giugno 2017) è stato uno scrittore inglese autore, fra gli altri, dei libri della serie dell'Orso Paddington.

## Biografia
Bond studiò presso il Presentation College, una scuola cattolica di Reading. Durante la seconda guerra mondiale prestò servizio sia nella Royal Air Force che nel Middlesex Regiment del British Army.
Egli iniziò a scrivere nel 1945 e vendette il suo primo lavoro alla rivista London Opinion. Nel 1958, dopo aver scritto un certo numero di opere teatrali e brevi storie e mentre lavorava alla BBC come cameraman televisivo, scrisse il suo primo libro A Bear Called Paddington. Questo costituì l'inizio della più famosa serie di libri scritta da Bond. Essa narra la storia dell'orso Paddington proveniente dal "Darkest Perù", inviato dalla zia Lucy in Inghilterra con un grosso recipiente di marmellata d'arance. La famiglia Brown lo trovò alla stazione di Paddington tutto solo e decise di adottarlo dandogli in nome della stazione. Dal 1967, visto il successo dei primi libri, Bond decise di lasciare il suo lavoro alla BBC e di lavorare a tempo pieno come scrittore. Le avventure di Paddington sono state pubblicate in oltre venti paesi del mondo, tradotte in 30 lingue e venduto oltre 30 milioni di copie. Esse hanno ispirato, gruppi musicali, corse di cavalli, giocattoli e una serie televisiva. Nel dicembre 2007 Bond decise di non continuare ulteriormente a scrivere libri sulla serie dell'orso Paddington. Nel 2014 è uscito il film Paddington interpretato da Hugh Bonneville, Sally Hawkins, Julie Walters, Nicole Kidman; la voce di Paddington è di Ben Whishaw.
Bond ha anche scritto un'altra serie di libri per bambini, narrando le avventure di un porcellino d'India dal nome Olga da Polga, così come la serie animata per la BBC TV, The Herbs.  Bond ha scritto anche dei libri culinari per adulti ispirati al personaggio Monsieur Pamplemousse ed al suo fedele bloodhound, Pommes Frites.
Nel 1997, Bond venne insignito dell'OBE per servizi resi alla letteratura per bambini.  Il 6 luglio 2007, l'università di Reading gli conferì la laurea honoris causa di dottore in lettere.
Dopo la sua morte, avvenuta all'età di 91 anni nel giugno 2017, i creatori dedicarono alla sua memoria il film Paddington 2. Bond era sposato, aveva due figli ed abitava non distante dalla stazione di Paddington.
A Bear Called Paddington fu pubblicato per la prima volta in Italia con il titolo L'orso del Perù nel 1962 da Vallecchi, nella collana per ragazzi Il Martin Pescatore diretta da Donatella Ziliotto (che ne curò anche la traduzione). Successivamente è stato ripubblicato nei Criceti della Salani insieme a Ci risiamo con Paddington e Paddington si fa in quattro

## Opere

### Serie dell'orso Paddington
- A Bear Called Paddington, 1958 ( Michael Bond, L' orso del Peru, traduzione di D. Ziliotto e Isabella Errico, illustrazioni di Peggy Fortnum, Collana Il Martin Pescatore, Firenze, Vallecchi, 1962.)[10] (ISBN 0-618-15071-4)
- More About Paddington, 1959 ( Michael Bond, Ci risiamo con Paddington, collana I Criceti, traduzione di D. Ziliotto e Isabella Errico, illustrazioni di Peggy Fortnum, Firenze, Salani, 1992.)
- Paddington Helps Out, 1960 ( Michael Bond, Paddington si fa in quattro, collana I Criceti, traduzione di Francesco Forti e D. Ziliotto, illustrazioni di Peggy Fortnum, Firenze, Salani, 1994.)
- ‘Paddington Abroad , 1961
- Paddington at Large, 1962
- Paddington Marches On, 1964
- Paddington at Work, 1966
- Paddington Goes to Town, 1968
- Paddington Takes the Air , 1970
- Paddington's Garden, 1972
- Paddington's Blue Peter Story Book a.k.a. Paddington Takes to TV, 1973
- Paddington on Top, 1974
- Paddington Takes the Test, 1979
- Paddington Rules the Waves, 2008
- Paddington Here and Now, 2008[11]

### SerieOlga da Polga
- 1971 The Tales Of Olga da Polga
- 1975 Olga Meets Her Match
- 1975 Olga Counts Her Blessings
- 1975 Olga Makes a Friend
- 1975 Olga Makes a Wish
- 1975 Olga Makes Her Mark
- 1975 Olga Takes a Bite
- 1975 Olga's New Home
- 1975 Olga's Second House
- 1975 Olga's Special Day
- 1976 Olga Carries On
- 1983 Olga Takes Charge
- 1982 The Complete Adventures of Olga da Polga (omnibus volume)
- 1983 First Big Olga da Polga Book
- 1983 Second Big Olga da Polga Book
- 2001 Olga Moves House

### SerieMonsieur Pamplemousse
- 1983  Monsieur Pamplemousse
- 1985  Monsieur Pamplemousse and the Secret Mission
- 1986  Monsieur Pamplemousse on the Spot
- 1987  Monsieur Pamplemousse Takes the Cure
- 1989  Monsieur Pamplemousse Aloft
- 1990  Monsieur Pamplemousse Investigates
- 1991  Monsieur Pamplemousse Rests His Case
- 1992  Monsieur Pamplemousse Stands Firm
- 1992  Monsieur Pamplemousse on Location
- 1993  Monsieur Pamplemousse Takes the Train
- 1998  Monsieur Pamplemousse Omnibus Volume One
- 1998  Monsieur Pamplemousse Omnibus Volume Two
- 1999  Monsieur Pamplemousse Afloat
- 1999  Monsieur Pamplemousse Omnibus Volume Three
- 2000  Monsieur Pamplemousse on Probation
- 2002  Monsieur Pamplemousse on Vacation
- 2003  Monsieur Pamplemousse Hits the Headlines
- 2006  Monsieur Pamplemousse and the Militant Midwives
- 2007  Monsieur Pamplemousse and the French Solution

### Altri
- 1966 Here Comes Thursday
- 1968 Thursday Rides Again
- 1969 Thursday Ahoy!
- 1971 Thursday in Paris
- 1971 Michael Bond's Book of Bears (Editor)
- 1972 The Day the Animals Went on Strike
- 1975 Windmill
- 1975 How to Make Flying Things (nonfiction)
- 1975 Mr. Cram's Magic Bubbles
- 1980 Picnic on the River
- 1980 J. D. Polson and the Liberty Head Dime
- 1981 J. D. Polson and the Dillogate Affair
- 1983 The Caravan Puppets
- 1986 (With Paul Parnes) Oliver the Greedy Elephant
- 1987 (And photographer) The Pleasures of Paris (guida turistica)
- 1988 A Mouse Called Thursday (omnibus)
- 1992 A Day by the Sea
- 1992 Something Nasty in the Kitchen
- 1996 Bears and Forebears: A Life So Far (autobiografia)